# Опел Корса
„Опел Корса“ (Opel Corsa) е малък автомобил (сегмент B, супермини) на немския производител „Опел“, произвеждан в поредица поколения от 1982 година. Автомобилът също е продаван и под други марки, като например „Воксхол Корса“, „Шевролет Корса“, „Холдън Корса“.
Въпреки високото качество на автомобила и неговото търсене, никога не се е предлагал на пазара на автомобили в САЩ и Канада.
Автомобилът се произвежда в заводите на Дженеръл Мотърс в Сарагоса, Испания и страни като Германия, Аржентина, Бразилия, Мексико, Южна Африка, Индия и Китай.

## Опел Корса А (1982 – 1993)
„Опел Корса“ е представен за първи път през септември 1982 годан като автомобил с предно задвижване. Сглобявани в Сарагоса, Испания, първите „Корса“ са хечбек с три врати и седан с две врати, като версии с четири и пет врати са представени през 1984 година. В континентална Европа, версиите седан са известни като „Корса TR“. До май 1985 г. основният модел се нарича просто „Корса“, като е последван от „Корса Луксус“, „Корса Берлина“ и спортния „Корса SR“. Шест години по-късно, „Корса“ получава фейслифт, който включва нова предна престилка и някои други дребни промени. Моделите са наречени „LS“, „GL“, „GLS“ и „GT“.
„Опел Корса A“ е известна на пазара във Великобритания като „Воксхол Нова“ (тъй като е прието, че на английски Corsa звучи твърде грубо). Там тя започва да се продава през април 1983 година, след седеммесечен спор с профсъюзите, недоволни от това, че колата не се сглобява там. Моделът на практика заменя произвеждания във Великобритания „Воксхол Шевет“, чието производство е прекратено през януари 1984 година.
Първоначално се предлагат 1 L 45 к.с., 1.2 L 55 к.с., 1.3 L 70 к.с. и 1.4 L 75 к.с. бензинови двигатели, оборудвани с карбуратори – директно впръскване на горивото идва по-късно, но така и не се предлага за 1.0 L Двигателите са на базата на добре изпитания Family II дизайн, с изключение на 1.0 L и ранните 1.2 L двигатели, които се основават на OHV двигателя от „Опел Кадет C“. Предлага се и дизелов двигател на „Исузу“ – 50 к.с. (37 kW) 1.5 L, който също е използван в „Исузу Джемини“ приблизително по същото време. Дизелът се присъединява към гамата през май 1987 г. след изложението във Франкфурт, заедно със спортния GSi. Двигателите и повечето от използваната механика са идентични с тези, използвани в „Опел Астра“ и „Опел Кадет“.
Рядък „Sport“ модел е произведен през 1985 г., за да участва в под 1300 cm³ класа на Група А на британския рали шампионат. Този спортен модел е бял на цвят и идва с уникални винилови стикери, двигател 13SB с двойни „Veber 40 DCOE“ карбуратори, с възможност за поръчка на специален разпределителен вал, със специален заден шумозаглушител, и няколко други екстри. Всичко това дава 93 к.с. и максимална скорост от 180 km/h, с време за ускорение от 0 – 100 km/h на 8,9 s. Това са доста редки модели (само 500 броя произведени) и заради това и днес имат висока пазарна цена.
1.6 L инжекционен двигател с многоточково впръскване със 101 к.с. (74 kW) при 5600 оборота в минута (98 PS или 72 kW в катализираната версия) и способен да развие 186 km/h, е добавен към „Корса“ от 1987 г. Представен на автомобилното изложение във Франкфурт, с прилична производителност и обявен като GSi („Nova GTE“ в преди фейслифтовите модели във Великобритания, по-късните модели всички са били наричани GSi). Настройките на GSi са извършени от тунинг специалистите на „Опел“ „Ирмшер“. Модел с 82 PS (60 kW) 1.4 L инжекцион с многоточково впръскване, който е идентичен с GSi, се появява като „Nova SRi“ в Обединеното кралство. През януари 1988 г. е въведена турбо-версия на дизеловия двигател „Исузу“, с мощност от 67 PS (49 kW).
Дизайнът е освежен през 1990 г. с нови брони, фарове, решетка и интериор, но колата се явява морално остаряла на фона на силната конкуренция на „Форд Фиеста“ и „Пежо 106“.

## Опел Корса B (1993 – 2000)
Когато през 1993 година „Корса B“ е представена и в Обединеното кралство, „Воксхол“ вече не ползва името „Нова“, като колата вече се продава като „Воксхол Корса“. През следващата година, тя е лансирана от „Холдън“ в Австралия, като „Холдън Барина|Барина“, заменяйки продаваната под това име версия на „Сузуки Суифт“. Това се оказва успешно и моделът става първата сглобявана в Испания кола, продавана в значителни обеми на австралийския пазар.
Четирицилиндровите двигатели са от 1.2, 1.4 и 1.6 литра „Family 1“ бензинови двигатели, както и икономичен 1.5 L турбодизелов двигател. Повечето автомобили са с петстепенна механична предавателна кутия, въпреки че четиристепенен автоматик също се предлага с някои двигатели. През първите няколко години четиристепенна ръчна скоростна кутия се появява в съчетание с най-малкия 1,2 литров двигател. За разлика от предишния модел, не се предлага седан версия, но по-късно такава е проектирана в Бразилия за латиноамериканския пазар, където седаните са много по-предпочитани от хечбека. Това също се отнася и за Южна Африка и Индия. Въведени са и комби, ван и пикап. Версията на вана се продава и в някои европейски пазари (включително Италия). На базата на „Корса“ е разработено и малко купе, наречено „Опел Тигра“. 1.0 L 3-цилиндров и 1.2 L 4-цилиндров двигател от „Family 0“ икономичната версия стартира през 1997 г. и е добавено окачване от „Лотус“, както и външно опресняване.
Седанът все още се произвежда и продава в Латинска Америка като „Шевролет Корса Класик“. Бюджетната версия, въведена за бразилския пазар, наречена „Шевролет Селта“, има каросерия, наподобяваща „Опел Вектра“ и „Опел Астра“ от края на 90-те години. „Селта“ се продава в Аржентина като „Сузуки Фън“ за определен период от време. През 2011 г. „Дженеръл Мотърс“ спира да предлага марката „Сузуки“ в Аржентина, така че „Селта“ се връща към първоначалното си име под марката „Шевролет“. Аржентинското производство започва през септември 1997 г., като „Селта“ е първият местно изграден лек автомобил на „Шевролет“ от 1978 г. Латиноамериканския „Корса“ получава лек фейслифт през 1999 г., с по-заоблени брони, и от април 2002 г. (когато е въведена новата „Корса II“) „Корса B“ започва да се предлага на пазара като „Корса Класик“.
Версии седан и комби са произвеждани в Китай до 2005 година като „Буик Сейл“, а след това като „Шевролет Сейл“. През септември 2006 г. Чили става първата страна извън Китай, получила сглобен в Китай „Сейл“ – той се продава като „Шевролет Корса Плюс“ и представлява седан с четири врати с двигател 1.6 L 92 PS (68 kW). „Корса Плюс“ включва двойни предни въздушни възглавници, антиблокиращи спирачки, климатик, електрически стъкла и централно заключване като стандартно оборудване.
В Индия хечбек, седан и комби версиите са продавани до края на 2005 година съответно като „Корса Сейл“, „Корса“ (или „Корса Джой“) и „Корса Суинг“. Модел хечбек продължава да се произвежда, в голяма степен за пазара в Южна Африка, като „Опел Корса Лайт“ до 2009 г.
В Тайланд, се предлага като „Опел Корса“ с 8V 1.4-литров двигател и в „Джой“ и „Суинг“ варианти, както се предлага с 3 или 5 врати и с ръчни или автоматични предавателни кутии.
През 1994 г. „Дженеръл Мотърс“ в Мексико пускат на пазара „Корса B“ като „Шевролет“ и моделът успешно конкурира седана на „Фолксваген Поло“. През 2004 г. (след като „Корса C“ вече е въведена) са пуснати в продажба проектирани и произвеждани в Мексико версии на хечбека и седана, които се продават и в Колумбия. Всички предишни мексикански версии са известни като „Шевролет“ с името „Монца“, използвано за седана, и „Суинг“ (5 врати) и „Джой“ (3 врати) за хечбека. Последните промени в дизайна през 2004 и 2008 г. са просто промяна на името на „Шеви“ и „Шеви Седан“. „Шеви“ е популярен сред шофьорите на таксита и един от най-продаваните автомобили в страната. Производството му в завода в Рамос Ариспе е прекратено в края на август 2011 г., тъй като продажбите непрекъснато намаляват от началото на 2010 г., а също и защото моделът не отговаря на новите изисквания за безопасност в Мексико, включващи задължителни серийно монтирани предни въздушни възглавници.

### Имена и пазари
- „Опел Корса“ – Европа (без Великобритания), ЮАР, Индия
- „Воксхол Корса“ – Великобритания
- „Буик Сейл“ – Китай, до февруари 2005 г
- „Шевролет Корса“ – Латинска Америка („Опел Корса“ в Чили)
- „Шевролет Корса Класик“ – Южна Америка, след представянето на „Корса C“
- „Шевролет Класик“ – Бразилия, от 2005 г.; Аржентина, след 2010 г
- „Холдън Барина“ – Австралия и Нова Зеландия (заменен през 2005 г. от „Деу Калос“)
- „Опел Вита“ – Япония (там „Тойота“ вече е регистрирала името „Корса“)

### Производни модели
- „Шевролет Сейл“ – Китай, от 2005 г.
- „Шевролет Селта“ и „Шевролет Призма“ – Южна Америка, за хечбек и седан версията съответно
- „Шевролет Шеви“ – Мексико от 2004 г.

## Опел Корса C (2000 – 2006)
Corsa C е представена през 1999 г. и предложена на европейския пазар през 2000 г. General Motors нарича новото шаси Gamma и възнамерява да го използва в редица други модели.
Седан версията е предложена и в Латинска Америка, Южна Африка и Близкия изток. Бразилската версия на Corsa се продава в тези страни, с включени по-консервативни екстри от европейските. Бразилия също предлага един пикап, версия на Corsa, с име на Chevrolet Montana (продаван на някои пазари като Tornado), който, както и седана, е изнесен в напълно разглобен вид от Южна Африка за местно сглобяване. GM Южна Африка предлага на пазара хечбека просто като New Corsa, и пикап версия като Corsa Utility. От 2007 г., производството на седан Corsa C е преустановено в Южна Африка.
Тази кола е 2001 Semperit Irish Автомобил на годината в Ирландия.

### Спецификации на двигателите

#### Дизелови двигатели
Corsa C е представена с 1.7 L DTI Ecotec турбодизелов двигател, предоставен от Isuzu (Circle L) със 75 к.с. (55 kW). По-късно се присъединява и 1.7 L DI Ecotec турбодизелов двигател, също доставян от Isuzu. 1.7 L DI Ecotec не разполага с междинен охладител (интеркулер) и това намалява мощността му до 65 PS (48 kW). От 2003 г., нов 1.3 L CDTI Ecotec турбодизелов двигател е доставен от Fiat (MultiJet), който произвежда 70 к.с. (51 kW) и 1.7 L CDTI Ecotec турбо дизел, доставян от Isuzu, който произвежда 100 к.с. (74 kW). Този нов 1.7 L CDTI Ecotec разполага с турбокомпресор с променлива геометрия.

#### Бензинови двигатели
1.0 L и 1.2 L Ecotec Family 0 двигатели са пренесени в настоящия модел от Corsa B; 1.4 L Family 1 двигателят е заменен с нов 1.4 L Family 0 двигател. 1.8 L Family 1 двигателят е надстройка на предходния 1.6 L 16-клапанов двигател и произвежда 125 к.с. (92 kW) и 165 N · m въртящ момент. Моделът с 1.8 L двигател е наречен Corsa GSi и е предшественик на новата Corsa OPC. През 2003 г., Opel въвежда актуализирана версия на Family 0 двигатели с Twinport технология, и 1.2 L двигател, увеличен само с 30 куб.см, произвеждайки 80 PS (59 kW).
| Petrol engines         | Petrol engines | Petrol engines | Petrol engines | Petrol engines                     | Petrol engines                         | Petrol engines |
| Model                  | Production     | Engine         | Displacement   | Power                              | Torque                                 | Note           |
| ---------------------- | -------------- | -------------- | -------------- | ---------------------------------- | -------------------------------------- | -------------- |
| 1.0 Ecotec             | 2000 – 2003    | I3             | 973 cc         | 58 PS (43 kW; 57 hp) at 5600 rpm   | 85 N·m (63 lb·ft) at 3800 rpm          |                |
| 1.0 Ecotec             | 2003 – 2006    | I3             | 998 cc         | 60 PS (44 kW; 59 hp) at 5600 rpm   | 88 N·m (65 lb·ft) at 3800 rpm          | Twinport       |
| 1.2 Ecotec             | 2000 – 2004    | I4             | 1199 cc        | 75 PS (55 kW; 74 hp) at 5600 rpm   | 110 N·m (81 lb·ft) at 4000 rpm         |                |
| 1.2 Ecotec             | 2004 – 2006    | I4             | 1229 cc        | 80 PS (59 kW; 79 hp) at 5600 rpm   | 110 N·m (81 lb·ft) at 4000 rpm         | Twinport       |
| 1.4 Ecotec             | 2000 – 2003    | I4             | 1389 cc        | 90 PS (66 kW; 89 hp) at 6000 rpm   | 125 N·m (92 lb·ft) at 4000 rpm         |                |
| 1.4 Ecotec             | 2003 – 2006    | I4             | 1364 cc        | 90 PS (66 kW; 89 hp) at 5600 rpm   | 125 N·m (92 lb·ft) at 4000 rpm         | Twinport       |
| 1.8 Ecotec             | 2000 – 2003    | I4             | 1796 cc        | 125 PS (92 kW; 123 hp) at 6000 rpm | 165 N·m (122 lb·ft) at 4600 rpm        | GSi            |
| Brazilian engines      |                |                |                |                                    |                                        |                |
| 1.0 L 8V VHC           | 2002 – 2005    | I4             |                | 71 PS (70 hp)                      |                                        | Joy            |
| 1.0 L 8V VHC FlexPower | 2006 – 2009    | I4             |                | 77 / 78 PS (76 / 77 hp)            |                                        | Joy/Maxx       |
| 1.4 L 8V Econo.Flex    | 2008 – 2012    | I4             |                | 99 / 105 PS (98 / 104 hp)          |                                        | Maxx/Premium   |
| 1.8 L 8V MPFI          | 2002 – 2005    | I4             |                | 102 PS (101 hp)                    |                                        | Premium/SS     |
| 1.8 L 8V FlexPower     | 2005 – 2009    | I4             |                | 112 / 114 PS (111 / 113 hp)        |                                        | Premium/SS     |
| Diesel engines         |                |                |                |                                    |                                        |                |
| Model                  | Production     | Engine         | Displacement   | Power                              | Torque                                 | Note           |
| 1.3 CDTI Ecotec        | 2003 – 2006    | I4             | 1248 cc        | 70 PS (51 kW; 69 hp) at 4000 rpm   | 170 N·m (125 lb·ft) at 1750 – 2500 rpm | Fiat engine    |
| 1.7 DI                 | 2000 – 2003    | I4             | 1686 cc        | 65 PS (48 kW; 64 hp) at 4400 rpm   | 130 N·m (96 lb·ft) at 2000 – 3000 rpm  | No intercooler |
| 1.7 DTI                | 2000 – 2003    | I4             | 1686 cc        | 75 PS (55 kW; 74 hp) at 4400 rpm   | 165 N·m (122 lb·ft) at 1800 – 3000 rpm |                |
| 1.7 CDTI Ecotec        | 2003 – 2005    | I4             | 1686 cc        | 100 PS (74 kW; 99 hp) at 4400 rpm  | 240 N·m (177 lb·ft) at 2300 rpm        | VGT            |

## Опел Корса D (2006 – 2014)
Corsa D е създаден с помощта на нова версия на платформата SCCS, която е разработена съвместно от General Motors / Opel и Fiat, и се използва също така от 2006 Fiat Grande Punto. Първите официални снимки на Corsa D са пуснати от Opel през май 2006 г. Във Великобритания, изданието What Car? я обявява за 2007 Автомобил на годината.
Corsa D се предлага в двете три и пет врати версии, и се предлага на пазара като Vauxhall във Великобритания. Същите двигатели от Corsa C са на разположение при пускането и на пазара, въпреки че 1.3 L CDTI и 1.7 L CDTI двигатели са модернизирани, с мощност, варираща от 75 PS (55 kW) до 125 PS (92 kW). 192 PS (141 kW) OPC / VXR версия влиза в продажба в началото на 2007 г., с 1.6 L турбо бензинов двигател, задвижващ предните колела. 75 PS (55 kW) 1.3 CDTI двигателя е актуализиран в средата на 2007 г., за да се намалят стойностите на CO2 до едва 119 g/km, което означава, че 12-месечният пътен данък във Великобритания струва £30 и отговаря на условията за План 2000E (с отстъпка от € 2000 при покупката на нова кола) в Испания. Колата се използва и като злодейската кола в Lights, Motors, Action! Extreme Stunt Show в Hollywood Studios Disney.
Corsa D е за кратко на пазара в Австралия под името Opel, а не като Holden както Corsa B и C, по време на краткотрайния набег на Opel на австралийския пазар. По-малко от година след стартирането, Opel Австралия обявява, че престава да оперира, като отстранява Corsa от австралийския нов автомобилен пазар.

### OPC
През 2007 г. Opel въвежда спортна версия на Corsa, настроена от Opel Performance Center (OPC) – Corsa OPC. Corsa има 1.6 литра I4 турбо двигател с мощност 141 kW (192 PS; 189 к.с.) при 5850 оборота в минута и 230 N · m стойност на въртящия момент. При 1980 оборота в минута до 5850, с функцията OverBoost, се повишава до въртящ момент от 266 N · m. От 0 до 100 km/h времето е 7,2 s, а максималната скорост е 225 km/h. Разликите със стандартната Corsa в интериора са спортни Recaro седалки, OPC волан и топка на скоростния лост, инструменти на таблото с OPC фон. В екстериора има различна предна и задна броня с триъгълна форма на ауспуха, както и аеродинамични дифузьори. Има и OPC задни спойлери и прагове. Колата има по-твърдо и по-ниско окачване, отколкото стандартната Corsa. Стандартните джанти са 17 цола и по желание се предлагат 18 цола. Corsa OPC се предлага само като версия 3 врати.

### OPC Nürburgring Edition
Opel Performance Center през 2011 г. стартира хардкор версия на Corsa OPC – Corsa OPC Nürburgring Edition. Двигателят е същия, 1.6 литров турбо, но е настроен да пробие 210 PS (154 kW; 207 к.с.) и 250 Нм (280 Нм с OverBoost функция), въртящ момент при 2250 оборота в минута до 5850. От 0 – 100 km/h времето е 6.8 s, а максималната скорост е 230 km/h. Новите подобрения включват: Brembo спирачни пакети, пренастроен ABS, тракшън система за управление на стабилността, Remus изпускателна система, и slip-диференциал, който в този сегмент на автомобили (супермини / B-сегмента) има само MINI Cooper JCW. Corsa идва със стандартни 18-цолови лети джанти и нископрофилни гуми, по-ниско окачване, двоен ауспух от неръждаема стомана и специална Nurburgring емблема на B-колоните, във вътрешността на скоростния лост и инструментите на таблото. Включен е и нов преден спойлер, както и различна задна броня. Corsa се предлага в Henna Red, Green Grasshopper, графитено черно (предлага се като цветен гланц) и Casablanca White.

### Двигатели
Бензиновите двигатели са Family 0 (1,0 – 1,4) и Family 1 (1.6), а дизеловите двигатели са производни от MultiJet (1.3) и Circle L (1.7).
| Petrol engines | Petrol engines | Petrol engines | Petrol engines                      | Petrol engines                         | Petrol engines | Petrol engines |
| Model          | Engine         | Displacement   | Power                               | Torque                                 | Note           | CO 2emissions  |
| -------------- | -------------- | -------------- | ----------------------------------- | -------------------------------------- | -------------- | -------------- |
| 1.0            | I3             | 998 cc         | 60 PS (44 kW; 59 hp) at 5600 rpm    | 88 N·m (65 lb·ft) at 3800 rpm          |                | 134 g/km       |
| 1.2            | I4             | 1229 cc        | 80 PS (59 kW; 79 hp) at 5600 rpm    | 110 N·m (81 lb·ft) at 4400 rpm         |                | 139 g/km       |
| 1.4            | I4             | 1364 cc        | 90 PS (66 kW; 89 hp) at 5600 rpm    | 125 N·m (92 lb·ft) at 4000 rpm         |                | 139 g/km       |
| 1.6T           | I4             | 1598 cc        | 150 PS (110 kW; 148 hp) at 5000 rpm | 210 N·m (155 lb·ft) at 1850 – 5000 rpm | GSi/SRi        | 189 g/km       |
| 1.6T OPC/VXR   | I4             | 1598 cc        | 192 PS (141 kW; 189 hp) at 5850 rpm | 230 N·m (170 lb·ft) at 1980 – 5800 rpm | OPC/VXR        | 190 g/km       |
| Diesel engines |                |                |                                     |                                        |                |                |
| Model          | Engine         | Displacement   | Power                               | Torque                                 | Note           | CO 2emissions  |
| 1.3 CDTI       | I4             | 1248 cc        | 75 PS (55 kW; 74 hp) at 4000 rpm    | 170 N·m (125 lb·ft) at 1750 – 2500 rpm |                | 119 g/km       |
| 1.3 CDTI       | I4             | 1248 cc        | 90 PS (66 kW; 89 hp) at 4000 rpm    | 200 N·m (148 lb·ft) at 1750 – 2500 rpm |                | 127 g/km       |
| 1.7 CDTI       | I4             | 1686 cc        | 125 PS (92 kW; 123 hp) at 4000 rpm  | 280 N·m (207 lb·ft) at 2300 rpm        |                | 130 g/km       |

### 2010 фейслифт
Opel Corsa може да се похвали с нови бензинови и дизелови двигатели – състав, който напълно отговаря на Euro 5 стандартите. Возията и управлението също са подобрени. Двигателите са допълнително усъвършенствани от 2011 г., както Start/Stop система е добавена на всички двигатели, които очакват да получат технологията в бъдеще. [Двигателите с (S/S) система са с удебелен шрифт в колона CO2]
| Petrol engines  | Petrol engines | Petrol engines | Petrol engines                            | Petrol engines                         | Petrol engines         | Petrol engines                      |
| Model           | Engine         | Displacement   | Power                                     | Torque                                 | Note                   | CO 2emissions                       |
| --------------- | -------------- | -------------- | ----------------------------------------- | -------------------------------------- | ---------------------- | ----------------------------------- |
| 1.0 S&S         | I3             | 998 cc         | 65 PS (48 kW; 64 hp) at 5300 rpm          | 90 N·m (66 lb·ft) at 4000 rpm          | Twinport               | 117                                 |
| 1.2 VVT         | I4             | 1229 cc        | 85 PS (63 kW; 84 hp) at 5600 rpm          | 115 N·m (85 lb·ft) at 4400 rpm         |                        | 124/129 (2010– ) 119 g/km (2011– )  |
| 1.4 VVT         | I4             | 1398 cc        | 100 PS (74 kW; 99 hp) at 5600 rpm         | 130 N·m (96 lb·ft) at 4000 rpm         |                        | 129 g/km                            |
| 1.4 T S&S       | I4             | 1368 cc        | 120 PS (88 kW; 118 hp) at 4800 – 6000 rpm | 175 N·m (129 lb·ft) at 1750 – 4800 rpm | 2012–                  | 129 g/km                            |
| 1.6T            | I4             | 1598 cc        | 150 PS (110 kW; 148 hp) at 5000 rpm       | 210 N·m (155 lb·ft) at 1850 – 5000 rpm | GSi                    | 171 g/km                            |
| 1.6T            | I4             | 1598 cc        | 192 PS (141 kW; 189 hp) at 5850 rpm       | 230 N·m (170 lb·ft) at 1980 – 5800 rpm | OPC/VXR                | 172 g/km                            |
| 1.6T            | I4             | 1598 cc        | 210 PS (154 kW; 207 hp) at 5850 rpm       | 250 N·m (184 lb·ft) at 2250 – 5850 rpm | OPC NürburgringEdition | 178 g/km                            |
| Diesel engines  |                |                |                                           |                                        |                        |                                     |
| Model           | Engine         | Displacement   | Power                                     | Torque                                 | Note                   | CO 2emissions                       |
| 1.3 CDTIecoFLEX | I4             | 1248 cc        | 75 PS (55 kW; 74 hp) at 4000 rpm          | 190 N·m (140 lb·ft) at 1750 – 2500 rpm |                        | 112 g/km (2010– ) 105 g/km (2011– ) |
| 1.3 CDTIecoFLEX | I4             | 1248 cc        | 95 PS (70 kW; 94 hp) at 4000 rpm          | 210 N·m (155 lb·ft) at 1750 – 2500 rpm |                        | 115 g/km (2010– ) 95 g/km (2011– )  |
| 1.7 CDTIecoFLEX | I4             | 1686 cc        | 130 PS (96 kW; 128 hp) at 4000 rpm        | 300 N·m (221 lb·ft) at 2000 – 2500 rpm |                        | 118 g/km                            |

### Hybrid
През 2007 г. на автомобилното изложение във Франкфурт, Opel разкри Hybrid Concept на Opel Corsa, купе, което съчетава задвижван с ремък стартер и алтернатор с литиево-йонна батерия.

### 2011 фейслифт
През ноември 2010 г. е обявен фейслифт. Преработена, предната част е най-драматичната разлика в сравнение с предшественика, състояща се от нова предна решетка, рестилизирана предна броня и нови фарове „Eagle eye“ („Орлово око“. въведена новост на Insignia), които съдържат дневни светлини – стандарт в цялата освежена гама на Corsa. (Vauxhall версиите получават най-новата Vauxhall емблема на предната решетка, задна врата и волан през 2008 г.). Нова „Touch and Connect“ мултимедийна система от Bosch се предлага като опция за някои Corsa, заменяйки CD60 радиоустройството. Летите джанти са модернизирани за SXI, SE и OPC / VXR версиите. Производството е предвидено да приключи през 2014 г., в очакване на новата Corsa E.

## Опел Корса E (2014 – 2019)
Corsa E дебютира на 2014 Paris Motor Show. Вместо да бъде изцяло нов модел, тя е значителна реконструкция на Corsa D, така че външните и вътрешни размери са идентични, с разлика от няколко милиметра. Цялата външна част (с изключение на покрива) е променена, но в основната си част шасито и структурата (особено в остъклената част) са пренесени от Corsa D.

### Двигатели
| Petrol engines | Petrol engines | Petrol engines | Petrol engines                            | Petrol engines                                               | Petrol engines | Petrol engines |
| Model          | Engine         | Displacement   | Power                                     | Torque                                                       | Note           | CO 2emissions  |
| -------------- | -------------- | -------------- | ----------------------------------------- | ------------------------------------------------------------ | -------------- | -------------- |
| 1.0T SIDI S/S  | I3             | 999 cc         | 90 PS (66 kW; 89 hp) at 3700 – 6000 rpm   | 170 N·m (125 lb·ft) at 1800 – 3700 rpm                       |                | 102 – 100 g/km |
| 1.0T SIDI S/S  | I3             | 999 cc         | 115 PS (85 kW; 113 hp) at 5000 – 6000 rpm | 170 N·m (125 lb·ft) at 1800 – 4500 rpm                       |                | 115 – 114 g/km |
| 1.2            | I4             | 1229 cc        | 70 PS (51 kW; 69 hp) at 5600 rpm          | 115 N·m (85 lb·ft) at 4000 rpm                               |                | 126 – 124 g/km |
| 1.4            | I4             | 1364 cc        | 90 PS (66 kW; 89 hp) at 6000 rpm          | 130 N·m (96 lb·ft) at 4000 rpm                               |                | 114 – 129 g/km |
| 1.4 Turbo      | I4             | 1364 cc        | 100 PS (74 kW; 99 hp) at 3500 – 6000 rpm  | 200 N·m (148 lb·ft) at 1850 – 3500 rpm                       |                | 189 g/km       |
| 1.6 Turbo SIDI | I4             | 1598 cc        | 210 PS (154 kW; 207 hp) at 5850 rpm       | 280 N·m (207 lb·ft) (overboost 300 (221)) at 1650 – 3500 rpm | OPC/VXR        |                |
| Diesel engines |                |                |                                           |                                                              |                |                |
| Model          | Engine         | Displacement   | Power                                     | Torque                                                       | Note           | CO 2emissions  |
| 1.3 CDTI S/S   | I4             | 1248 cc        | 75 PS (55 kW; 74 hp) at 3750 rpm          | 190 N·m (140 lb·ft) at 1500 – 2500 rpm                       |                | 99 – 100 g/km  |
| 1.3 CDTI S/S   | I4             | 1248 cc        | 95 PS (70 kW; 94 hp) at 3750 rpm          | 190 N·m (140 lb·ft) at 1500 – 2500 rpm                       |                | 85 – 87 g/km   |

### Corsavan
Corsavan е ван, произвеждан след 1994 г. на базата на съответното поколение на Corsa.
Corsavan варианти на по-късни поколения Corsa, също са били продавани под Opel / Vauxhall марката.

### Популярност
От първата Corsa, продадена във Великобритания на 2 април 1993 г., продажбите са достигнали 1 371 573 в рамките на 16 години от старта си, като за това време Corsa е била в третото си поколение.